# Каникулы строгого режима
«Каникулы строгого режима» — российская комедийная драма 2009 года режиссёра Игоря Зайцева, снятая по мотивам одноимённого романа Андрея Кивинова и Фёдора Крестового. Премьера состоялась 25 августа 2009 года.
Фильм пользовался большим зрительским успехом — за первые две недели проката в России он собрал больше 15 000 000 $, что является одним из самых лучших показателей за историю российского кинопроката, а за всё время проката в России картина собрала 17 566 040 $.
Показ полной режиссёрской версии фильма был на первом канале в день выборов президента России 4 марта 2012 года, прерываемый на специальные выпуски по теме.

## Сюжет
Виктор Сумароков (Сергей Безруков) — уголовник-рецидивист по кличке Сумрак (будучи подростком попал в колонию за драку на дискотеке и с того случая до начала событий фильма ни разу не был выпущен на свободу; дополнительные сроки получил за побеги, организацию бунтов и нарушения режима; не совершил ни одного преступления против обычных граждан), авторитет для всех заключённых — несгибаемый и справедливый. Евгений Кольцов (Дмитрий Дюжев) — бывший сотрудник МВД, воевавший в Чечне, случайно убил коллегу-взяточника и мошенника. Когда бывший «мент» прибыл на «зону», начальник ИК подполковник внутренней службы Вышкин (Владимир Меньшов) пришёл к Сумраку с просьбой защитить Кольцова от других заключённых. В свою очередь, начальник оперативного отдела ИК (Александр Лыков) инструктировал своего агента  — «блатного» по кличке Шаман (Малхаз Абуладзе), начать «беспредел», чтобы убрать Сумрака, захватить «общаковые» деньги и «перекрасить зону». Во время подавления спецназом бунта, Кольцова вновь пытаются убить, и он попадает в больницу вместе с Сумраком. Придя в себя в больнице, Кольцов понимает, что не сможет выжить на зоне, пока Шаман не «откинется». Тогда он просит своего боевого друга, командира спецназа ФСИН Сергея Гагарина (Алексей Кравченко), помочь убежать из больницы. Доверяя Сумраку, который в процессе подавления бунта в зоне был ранен спецназом, Кольцов берёт его с собой.
Гагарин прячет беглых зеков в пионерском лагере «Юнга», где недоставало мужчин-вожатых. Теперь их зовут Виктор Сергеевич Ромашкин и Евгений Дмитриевич Убегаев. Для них начинаются самые настоящие приключения. Заключённые будут находить общий язык с детьми и другими вожатыми и принимать участие в жизни лагеря.

Один герой — уголовник в авторитете, другой — осуждённый милиционер. Оба они против своего желания вынуждены бежать с зоны. Поскольку в небольшом городе им совершенно негде спрятаться, они устраиваются работать в пионерский лагерь. Они прячутся среди детишек. Дети их постепенно перевоспитывают.— Фёдор Крестовый, по книге которого снимали «Каникулы строгого режима», о сюжете фильма.

## Критика
Главное достоинство фильма — практически полное отсутствие «туалетного юмора». Но фильм изобилует «ментовским» юмором, а также цитатами и сюжетными поворотами из кинохитов прошлых лет — «Джентльмены удачи», «Бриллиантовая рука», «Добро пожаловать, или Посторонним вход воспрещён», «Калина красная», «Комедия строгого режима», «Операция «Ы» и другие приключения Шурика».
Комедия от создателей «Адмирала» — такие стикеры сопровождают каждую афишу «Каникул». Несмотря на то что «Адмирал» вызвал очень острую критику с точки зрения продакшена, это был один из лучших отечественных фильмов последних лет, и поэтому такой стикер скорее всё же «знак качества», чем медвежья услуга. К тому же фильм и в самом деле представляет собой очень качественную продукцию. Сразу видна рука высококлассных продюсеров – в фильме собраны лучшие отечественные актёры, превосходная операторская работа, очень смешной сценарий, превосходный саундтрек.
— пишет Иван Данилов в журнале «Кирилл и Мефодий».

## В ролях
| Актёр             | Роль |
| ----------------- | --- |
| Сергей Безруков   | криминальный авторитет, «положенец» Виктор Сергеевич Сумароков («Сумрак») / вожатый Виктор Сергеевич Ромашкин   |
| Дмитрий Дюжев     | бывший сотрудник МВД, старший лейтенант милиции Евгений Дмитриевич Кольцов / вожатый Евгений Дмитриевич Убегаев |
| Алёна Бабенко     | вожатая, возлюбленная Сумрака, Татьяна Павловна Пантелеева                                                      |
| Владимир Меньшов  | начальник колонии, подполковник внутренней службы Николай Филиппович Вышкин                                     |
| Олег Зацепин      | пасынок Вышкина Костя Жуков                                                                                     |
| Людмила Полякова  | начальник пионерлагеря Зинаида Андреевна Образцова                                                              |
| Алексей Кравченко | командир спецназа УФСИН, майор, друг Кольцова, Сергей Гагарин                                                   |
| Сабина Ахмедова   | вожатая Лена Бичкина                                                                                            |
| Малхаз Абуладзе   | криминальный авторитет «Шаман»                                                                                  |
| Александр Лыков   | начальник спецчасти колонии, майор внутренней службы Гладких                                                    |
| Тимур Боканча     | Сергей Иванович Милюков («Пацан»)                                                                               |
| Кирилл Плетнёв    | Геннадий Петрович Васильков («Артист»)                                                                          |
| Игорь Зайцев      | сотрудник колонии, майор Гурин                                                                                  |
| Роман Мадянов     | криминальный авторитет, «вор в законе» Павел Клыков («Клык»)                                                    |

## Съёмочная группа
- Сценаристы: Андрей Кивинов, Фёдор Крестовый, Андрей Румянцев
- Исполнительные продюсеры: Александр Малинкович, Дмитрий Нелидов
- Продюсеры: Джаник Файзиев, Анатолий Максимов, Николай Попов, Алексей Кублицкий, Станислав Довжик, Леонид Петров
- Режиссёр-постановщик: Игорь Зайцев
- Оператор: Антуан Вивас Денисов
- Композитор: Руслан Муратов

## Съёмки
- Съёмки фильма велись на протяжении двух лет[1] в Островском районе Псковской области, г. Опочка Опочецкого района Псковской области.

## Саундтрек
1. Руслан Муратов — Дорога цветов
2. Triplex feat. DJ Sax — Джентльмены ‘09
3. Николай Расторгуев и группа Любэ, Сергей Безруков, Дмитрий Дюжев — А заря
4. Руслан Муратов — Главная тема
5. Руслан Муратов — Увертюра